# Val di Fiemme
Val di Fiemme, tyska: Fleimstal, är en dal i Trentino-Alto Adige i Italien.
Området består av orterna:
- Valfloriana
- Capriana
- Anterivo
- Castello-Molina di Fiemme
- Carano
- Cavalese (administrativt centrum)
- Varena
- Daiano
- Tesero
- Ziano di Fiemme
- Panchià
- Predazzo

## Sport och fritid
Världsmästerskapen i nordisk skidsport avgjordes här 1991, 2003 och 2013.

## Övrigt
Val di Fiemmes svenska vänort är Mora.

### Fotnoter
1. ↑  ”Längd-VM Val di Fiemme”. SVT Sport. 19 februari 2013. http://www.svt.se/sport/artikel/bildspel-val-di-fiemme/. Läst 9 januari 2017.